# Roland Pantoła
Roland Pantoła (ur. 20 kwietnia 1958 w Pilszczu) – twórca gier komputerowych (projektant gier i grafik, we wcześniejszym okresie również programista) specjalizujący się w grach przygodowych. Współwłaściciel przedsiębiorstwa Detalion, właściciel przedsiębiorstwa Detalion Games. 
Jedne z pierwszych gier stworzonych przez Rolanda Pantołę to zestaw dwóch gier na ośmiobitowe komputery Atari – Kvadryk i Gabi, sprzedawane przez Studio Komputerowe Spektra ze Stanina. Roland Pantoła rozpoczął współpracę z przedsiębiorstwem LK Avalon, tworząc trzy gry przygodowe dla komputerów Atari (A.D. 2044, Klątwa, Władcy Ciemności), z czego dwie przeniósł następnie na komputery Commodore.
Pierwszą grą Rolanda Pantoły dla komputerów klasy PC był opracowany w 1994 r. port gry A.D. 2044. Gra zawierała, nieczęste ówcześnie w grach komputerowych, elementy grafiki 3D.
W późniejszym czasie do Rolanda Pantoły dołączyli kolejni graficy. W tym składzie stworzono gry Reah i Schizm, opierające się na zmodyfikowanym silniku, opracowanym przez Rolanda Pantołę dla potrzeb portu gry A.D. 2044.
Ze względu na wymagania wydawcy gier, Roland Pantoła, wraz ze współpracownikami, założył spółkę pod nazwą Detalion. W ramach powstałego przedsiębiorstwa Pantoła odpowiedzialny był za opracowywanie rozgrywki, prace graficzne i programistyczne. Po wielu latach współpracy doszło do nieporozumień między współwłaścicielami spółki Detalion, w wyniku czego Roland Pantoła zdecydował się założyć własne przedsiębiorstwa pod firmą Detalion Games, którym obecnie kieruje.

## Gry
Gry stworzone przez Rolanda Pantołę lub przy jego udziale.
| Rok  | Tytuł | Platforma                       | Wydawca                          |
| ---- | --- | ------------------------------- | -------------------------------- |
| 1989 | Kvadryk i Gabi | Atari                           | Spektra                          |
| 1991 | A.D. 2044 | Atari                           | LK Avalon                        |
| 1992 | Klątwa (poza Polską jako The Curse)                                                                                             | Atari                           | LK Avalon                        |
| 1993 | Władcy Ciemności (poza Polską jako The Lords of Darkness)                                                                       | Atari                           | LK Avalon                        |
| 1996 | A.D. 2044 | PC                              | LK Avalon                        |
| 1999 | Reah: Zmierz się z nieznanym | Windows                         | LK Avalon, Project 2 Interactive |
| 2001 | Schizm: Prawdziwe wyzwanie (poza Polską jako Schizm: Mysterious Journey)                                                        | Windows                         | LK Avalon, Project 2 Interactive |
| 2002 | Draggo – jako Detalion | Windows                         | LK Avalon                        |
| 2003 | Nina – jako Detalion | Windows                         | City Interactive                 |
| 2003 | Schizm 2: Kameleon (na Zachodzie jako Mysterious Journey 2) – jako Detalion                                                     | Windows                         | Dream Catcher Interactive        |
| 2004 | Sentinel. Strażnik grobowca (na Zachodzie jako Sentinel: Descendants in Time (później jako Realms of Illusion)) – jako Detalion | Windows                         | Dream Catcher Interactive        |
| 2007 | Overclocked: A History of Violence                                                                                              | Windows                         | Anaconda                         |
| 2011 | Bulletstorm | Windows, Xbox360, Playstation 3 | Electronic Arts                  |
| 2013 | Sniper: Ghost Warrior 2 | Windows, Xbox360, Playstation 3 | CI Games                         |
| 2014 | Enemy Front | Windows, Xbox360, PlayStation 3 | CI Games                         |